# Dactylolabis cubitalis
Dactylolabis cubitalis är en tvåvingeart som först beskrevs av Osten Sacken 1869.  Dactylolabis cubitalis ingår i släktet Dactylolabis och familjen småharkrankar. Inga underarter finns listade i Catalogue of Life.